# Smithsburg
La ville de Smithsburg est située dans le comté de Washington, dans l’État du Maryland, aux États-Unis. Sa population s’élevait à 2 977 habitants lors du recensement de 2020.